# Мариески, Микеле

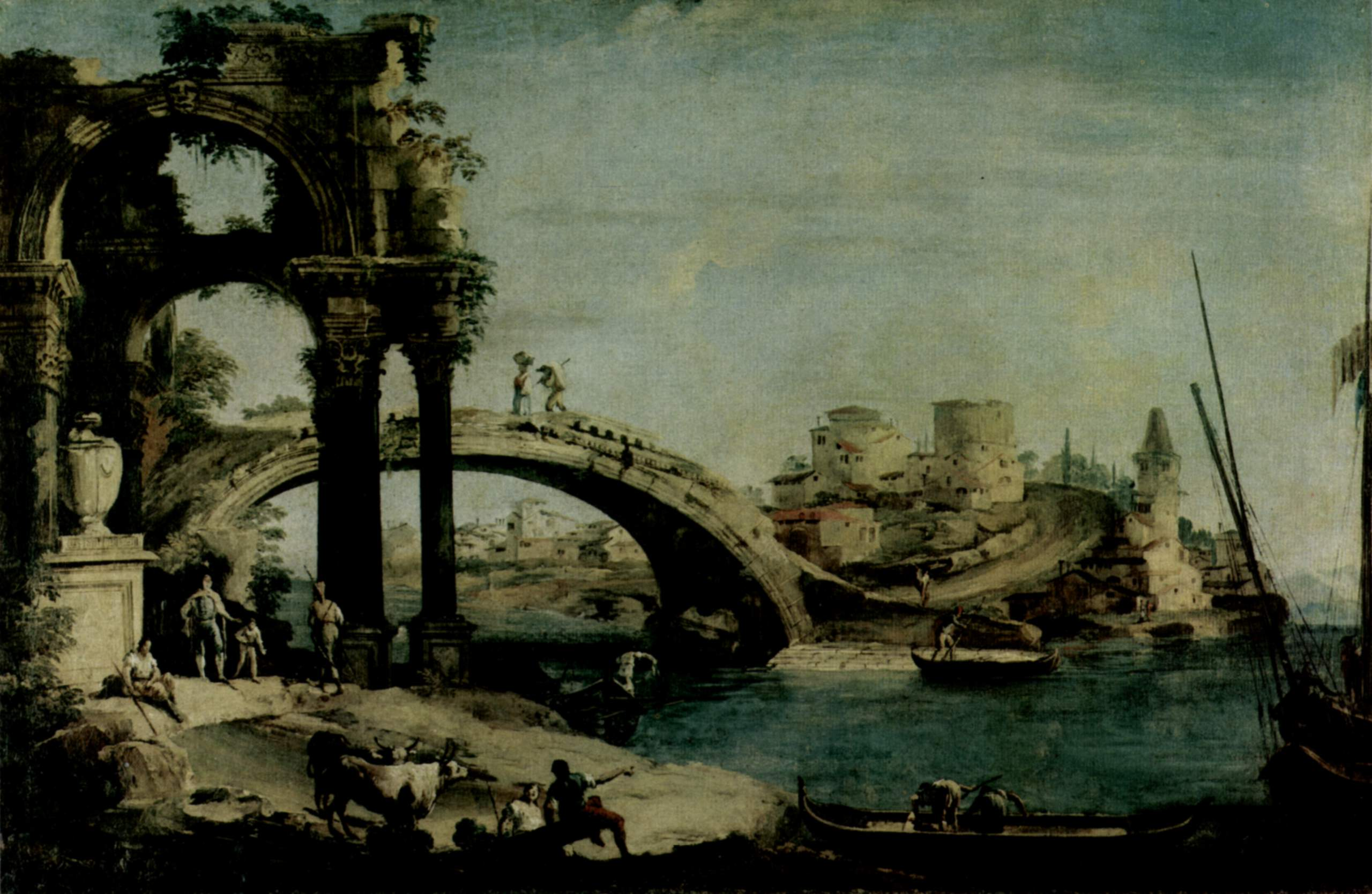
М. Мариески. Veduta fantastica. Ок. 1745. Галерея Академии (Венеция)

Микеле Мариески (Michele Marieschi; 1710, Венеция — 1744, Венеция) — венецианский художник XVIII века. Писал ведуты — пейзажи городов, как реальные, так и фантастические «каприччио». Часто упоминается в качестве живописца «квадратуриста», то есть мастера изображения иллюзорных архитектурных пейзажей.
Он не принадлежал к числу наиболее прославленных художников-пейзажистов Венеции: мастеров ведуты, таких как Каналетто или Франческо Гварди, чью славу поддерживали творческая производительность и соответствие вкусам иностранных меценатов. Чтобы удержать изменчивый успех, Бернардо Беллотто переезжал из одной страны в другую и даже умер не на родине.
В какой-то мере это характерно и для Мариески: считают, что часть жизни он провёл в Германии. Об этом свидетельствуют акты выплаты денег художнику немецким меценатом за созданные картины. Сам Мариески происходил из семьи гравёра, где, вероятно, и получил первые художественные навыки. Хорошо разбирался в перспективе, работал как театральный декоратор.
На раннем этапе творчества рисовал фантастические пейзажи городов на основе зарисовок реальной архитектуры. Позже охотно рисовал реальные пейзажи Венеции. В период между 1735 и 1741 годами найдены записи о его регистрации в гильдии художников Венеции. Сохранились свидетельства о его свадьбе, где одним из свидетелей был художник из Венеции — Гаспаре Дицциани. Известно, что он много занимался гравюрой, используя технику офорта. С 1735 года в мастерской Мариески учился и работал Франческо Гварди.